# Lubow Kozyriewa (biegaczka narciarska)
Lubow Władimirowna Baranowa z domu Kozyriewa (ros. Любовь Владимировна Баранова z d. Козырева, ur. 27 sierpnia 1929 w Bugrach, zm. 22 czerwca 2015 w Moskwie) – rosyjska biegaczka narciarska reprezentująca Związek Radziecki, czterokrotna medalistka olimpijska oraz sześciokrotna medalistka mistrzostw świata.

## Kariera
W swoim olimpijskim debiucie, w biegu na 10 km podczas igrzysk w Cortinie d’Ampezzo w 1956 roku zdobyła złoty medal. Ponadto wspólnie z Alewtiną Kołcziną i Radją Jeroszyną wywalczyła srebrny medal w sztafecie 3 × 5 km. Cztery lata później, na igrzyskach olimpijskich w Squaw Valley nie obroniła tytułu mistrzyni olimpijskiej w biegu na 10 km, zdobyła jednak srebrny medal, ulegając jedynie swej rodaczce Mariji Gusakowej. Sztafeta radziecka w składzie: Radja Jeroszyna, Marija Gusakowa i Lubow Baranowa powtórzyła wynik z Cortiny d’Ampezzo zajmując drugie miejsce w sztafecie.
W 1954 roku wystartowała na mistrzostwach świata w Falun, pierwszych mistrzostwach, na których rozgrywano biegi kobiece. Razem z Margaritą Maslennikową i Walentiną Cariową zdobyła złoty medal w sztafecie. Indywidualnie okazała się najlepsza na dystansie 10 km techniką klasyczną. Cztery lata później, podczas mistrzostw świata w Lahti wspólnie z Radją Jeroszyną i Alewtiną Kołcziną obroniła tytuł wywalczony w sztafecie. W biegu na 10 km pokonała ją jedynie Kołczina, wobec czego Kozyriewa zgarnęła srebrny medal. Startowała także na mistrzostwach świata w Zakopanem w 1962 roku, gdzie razem z Mariją Gusakową i Alewtiną Kołcziną triumfowała w sztafecie zdobywając swój trzeci z rzędu złoty medal mistrzostw świata w tej konkurencji. Indywidualnie zdobyła srebrny medal w biegu na 5 km, w którym wyprzedziła ją tylko Kołczina. Była także czwarta w biegu na 10 km, walkę o brązowy medal przegrała z Gusakową. Na kolejnych mistrzostwach świata już nie startowała.
W 1955 roku wygrała bieg na 10 km podczas Holmenkollen ski festival zostając tym samym pierwszą zawodniczką ze Związku Radzieckiego, która wygrała w Holmenkollen. Ponadto Kozyriewa zdobyła 16 tytułów mistrzyni Związku Radzieckiego: w biegu na 5 km w latach 1953, 1954, 1955 i 1956, w biegu na 10 km w latach 1951, 1952, 1953, 1956 i 1958 oraz w sztafecie w latach 1950, 1951, 1952, 1953, 1955, 1956 i 1957. Po zakończeniu kariery zawodniczej pracowała jako trenerka biegów narciarskich. Pochowana na Cmentarzu Wostriakowskim w Moskwie.

## Osiągnięcia

### Igrzyska olimpijskie
| Miejsce | Dzień       | Rok  | Miejscowość       | Konkurencja             | Czas biegu | Strata | Zwyciężczyni    |
| ------- | ----------- | ---- | ----------------- | ----------------------- | ---------- | ------ | --------------- |
| 1.      | 28 stycznia | 1956 | Cortina d’Ampezzo | 10 km stylem klasycznym | 38:11      | -      | -               |
| 2.      | 1 lutego    | 1956 | Cortina d’Ampezzo | Sztafeta 3 × 5 km       | 1:09:01    | +0:27  | Finlandia       |
| 2.      | 20 lutego   | 1960 | Squaw Valley      | 10 km stylem klasycznym | 39:46,6    | +17,6  | Marija Gusakowa |
| 2.      | 26 lutego   | 1960 | Squaw Valley      | Sztafeta 3 × 5 km       | 1:04:21,4  | +21,0  | Szwecja         |

### Mistrzostwa świata
| Miejsce | Dzień     | Rok  | Miejscowość | Konkurencja             | Czas biegu | Strata  | Zwyciężczyni      |
| ------- | --------- | ---- | ----------- | ----------------------- | ---------- | ------- | ----------------- |
| 1.      | 17 lutego | 1954 | Falun       | Sztafeta 3 × 5 km       | 1:05:54    | -       | -                 |
| 1.      | 21 lutego | 1954 | Falun       | 10 km stylem klasycznym | 40:14      | -       | -                 |
| 2.      | 5 marca   | 1958 | Lahti       | 10 km stylem klasycznym | 44:49,0    | +39,2   | Alewtina Kołczina |
| 1.      | 7 marca   | 1958 | Lahti       | Sztafeta 3 × 5 km       | 58:32,4    | -       | -                 |
| 2.      | 19 lutego | 1962 | Zakopane    | 5 km stylem klasycznym  | 19:28,6    | +47,3   | Alewtina Kołczina |
| 4.      | 21 lutego | 1962 | Zakopane    | 10 km stylem klasycznym | 39:48,2    | +1:32,8 | Alewtina Kołczina |
| 1.      | 23 lutego | 1962 | Zakopane    | Sztafeta 3 × 5 km       | 58:08,9    | -       | -                 |